# Alpha (musikalbum)
Alpha är ett album av progrockgruppen Asia, utgivet 1983. Efter den succéartade debuten med Asia sågs det av många som en besvikelse, men nådde ändå en sjätteplats på Billboards albumlista. "Don't Cry" blev hitsingeln från albumet, med en tiondeplats på singellistan.
Låtmaterialet till albumet skrevs av Geoff Downes och John Wetton. Steve Howe, som haft ganska stort utrymme som låtskrivare på föregångaren, lämnades därmed utanför. Howe lämnade gruppen efter albumet och ersattes på nästa skiva av Mandy Meyer.

## Låtlista
Samtliga låtar skrivna av Geoff Downes och John Wetton, om annat inte anges.
1. "Don't Cry" - 3:38
2. "The Smile Has Left Your Eyes" (John Wetton) - 3:13
3. "Never in a Million Years" - 3:47
4. "My Own Time (I'll Do What I Want)" - 4:49
5. "The Heat Goes On" - 4:56
6. "Eye to Eye" - 3:12
7. "The Last to Know" - 4:41
8. "True Colors" - 3:52
9. "Midnight Sun" - 3:48
10. "Open Your Eyes" - 6:26

## Medverkande
- Geoffrey Downes - keyboards
- Steve Howe - gitarr, sång
- Carl Palmer - trummor
- John Wetton - bas, keyboards, sång